# Орден Богдана Хмельницкого (СССР)
О́рден Богда́на Хмельни́цкого — советский военный орден времён Великой Отечественной войны.

## Статут ордена
Орден учреждён Указом Президиума ВС СССР от 10.10.1943 об учреждении ордена Богдана Хмельницкого I, II и III степени. В последующем в этот Указ было внесено изменение Указом Президиума Верховного Совета СССР от 26 февраля 1947 года.

Орденом награждаются командиры и бойцы Красной Армии и Военно-Морского Флота, руководители партизанских отрядов и партизаны, проявившие особую решительность и умение в операциях по разгрому врага, высокий патриотизм, мужество и самоотверженность в борьбе за освобождение советской земли от немецких захватчиков.
Награждение орденом Богдана Хмельницкого производится Указом Президиума Верховного Совета СССР.
Орден Богдана Хмельницкого состоит из трех степеней: I, II, и III степени. Высшей степенью ордена является I степень.
Орденом Богдана Хмельницкого I степени награждаются командующие фронтами, флотами, армиями, флотилиями, их заместители, начальники штабов, начальники оперативных управлений отделов и начальники родов войск фронтов, флотов, армий и флотилий, командиры соединений партизанских отрядов:
- За успешную, проведенную с применением умелого манёвра операцию, в результате которой освобожден от врага район, город, имеющий особое стратегическое значение населенный пункт, причем врагу было нанесено серьёзное поражение в живой силе и технике;
- За проведенную соединением партизанских отрядов операцию, в результате которой был разгромлен штаб войск противника, захвачена его военная база, уничтожены крупные транспорты с живой силой и техникой противника, а также за умелую, проведенную совместно с частями Красной Армии, боевую операцию, следствием которой явилось освобождение значительной части советской территории от врага.

Орденом Богдана Хмельницкого II степени награждаются командиры корпусов, дивизий, бригад и полков, их заместители, начальники штабов, командиры соединений партизанских отрядов, их заместители и начальники штабов, командиры партизанских отрядов:
- За прорыв укрепленной полосы врага, успешную операцию по форсированию водного рубежа, за глубокий рейд в тыл противника, в результате чего серьёзно нарушены коммуникации врага и нанесен серьёзный ущерб его тыловым снабжающим базам;
- За умело организованную и успешно проведенную партизанским отрядом операцию, в результате которой был разгромлен опорный пункт противника, истреблен вражеский гарнизон, освобождены угоняемые на немецкую каторгу советские граждане, нарушены коммуникации и линии связи, уничтожены транспорты противника.

Орденом Богдана Хмельницкого III степени награждаются рядовой, сержантский, старшинский и офицерский состав до командира батальона и ему соответствующих включительно, командиры партизанских отрядов, командиры подразделений партизанских отрядов и партизаны:
- За смелую инициативу и решительность, проявленные командиром подразделения в боевой операции, обеспечившей нанесение врагу поражения, захват населенного пункта или важного рубежа;
- За смелость и находчивость, проявленные командиром партизанского отряда, обеспечившие успешное проведение боевой операции, нанесение противнику тяжелого урона и срыв его военных мероприятий;
- За личную инициативу, мужество и упорство, проявленные при выполнении боевого задания, что способствовало успеху проводимой подразделением или партизанским отрядом операции.

Орден Богдана Хмельницкого носится на правой стороне груди. При наличии других орденов СССР орден Богдана Хмельницкого I и II степени располагается после ордена Нахимова соответствующей степени, орден Богдана Хмельницкого III степени — после ордена Кутузова III степени.

9 февраля 1944 года вышел Указ «О предоставлении командующему артиллерией Красной Армии, командующим артиллерией фронтов, командующим Восточным и Западным фронтами Противовоздушной обороны права награждения орденами Богдана Хмельницкого и Славы», согласно которому некоторым военачальникам предоставлялось право от имени Президиума Верховного Совета СССР награждать рядовой, сержантский и офицерский состав орденами Богдана Хмельницкого III степени и Славы II и III степеней.

## Особенности
Орден Богдана Хмельницкого — последний из учреждённых советских «сухопутных» полководческих орденов во время Великой Отечественной войны. Это единственный советский полководческий орден, третьей степенью которого могли награждаться рядовые, а также партизаны.
Орден Богдана Хмельницкого — единственный орден СССР, надпись на котором сделана не на русском языке (укр. Богдан Хмельницький).
Учреждён в период освобождения Украины по предложению члена Военного Совета 1-го Украинского фронта генерал-лейтенанта Н. С. Хрущёва; среди участников его создания были деятели украинской культуры: кинорежиссёр А. П. Довженко и поэт Микола Бажан.
Участие в конкурсе на лучший эскиз ордена приняли 13 художников. Утверждён был эскиз художника Н. И. Москалёва и графика А. С. Пащенко. Само название ордена и украинский язык надписи указывали на его преимущественную приуроченность к УССР, хотя официально в статуте это нигде оговорено не было. Фактически им награждались в основном отличившиеся на четырёх Украинских фронтах. Широко им награждались партизаны, среди них С. А. Ковпак, А. Н. Сабуров, З. А. Богатырь, Ф. И. Коротков и другие.
Орден Богдана Хмельницкого I степени № 1 был вручен Указом Президиума Верховного Совета СССР от 26 октября 1943 года командующему 12-й армией 3-го Украинского фронта генерал-майору А. И. Данилову. Всего данным орденом было произведено 323 награждения. Генералы В. К. Баранов, Н. А. Борзов, И. Т. Булычёв, Ф. Ф. Жмаченко, Н. Т. Кальченко, С. И. Морозов и некоторые другие были удостоены ордена I степени дважды.
Орден Богдана Хмельницкого II степени № 1 был вручен Указом Президиума Верховного Совета СССР от 26 октября 1943 года командиру саперного батальона майору Б. В. Тарасенко за обеспечение переправы через Днепр в ходе его форсирования. Всего данным орденом было произведено 2390 награждения. Генералы В. С. Бисярин, Г. А. Курносов, И. И. Ладыгин, Д. Н. Морозов, И. К. Николаев, А. Я. Новак, полковники Л. С. Гудков, В. К. Жидков, П. М. Зоркин, П. И. Кузнецов, М. Н. Сажин и некоторые другие были удостоены ордена II степени дважды.
28 октября 1943 года орденом Богдана Хмельницкого III степени № 1 был награждён заместитель командира батальона старший лейтенант Т. Д. Рыбин. Всего данным орденом было произведено 5738 награждений. При этом не оказалось ни одного полного кавалера этого ордена, награждённого всеми 3-мя степенями.
По данным Центрального архива Министерства обороны РФ на ноябрь 2014 года не вручено награждённым 876 орденов Богдана Хмельницкого.
Орден Богдана Хмельницкого не имел варианта на подвесной колодке, а всегда изготовлялся со штифтом.
Дважды были удостоены ордена Богдана Хмельницкого 8 человек.
- Орден на почтовых марках и конвертах
- Марка СССР, 1945
- Марка СССР, 1948
- Марка СССР, 1949
- Конверт СССР, 1987

## Известные кавалеры ордена
- Бирюзов С. С. Маршал Советского Союза
- Ковпак С. А. Командир 1-й Украинской партизанской дивизии, генерал-майор. Орден Богдана Хмельницкого I степени (7.8.1944)
- Кошевой П. К. Маршал Советского Союза.  Орден Богдана Хмельницкого I степени (05.05.1945)
- Пронин А. М. (1899—1987) Генерал-лейтенант. Орден Богдана Хмельницкого 1 степени
- Черняховский И. Д. генерал армии.

## Многократные кавалеры ордена

### Два ордена II степени
- Николаев, Иван Карпович генерал-лейтенант интендантской службы (25.08.1944, 23.09.1944)[5].

## Интересные факты
- Генерал-лейтенант медицинской службы Клюсс, Иван Александрович стал единственным медработником, который был награждён двумя орденами Богдана Хмельницкого (1-й и 2-й степеней).
- Старшина Дубинда, Павел Христофорович стал единственным Героем Советского Союза и полным кавалером ордена Славы, который был также награждён орденом Богдана Хмельницкого 3-й степени.
- Красноармеец Мулкай Авелов, был награждён орденом Богдана Хмельницкого 3-й степени, хотя первоначально, командиром 902-го стрелкового полка, в котором служил, был представлен к ордену Красной Звезды[6].
- Старший лейтенант Яков Эйдельман был представлен к ордену Богдана Хмельницкого за взятие Будапешта, однако от награждения отказался в связи с ролью Хмельницкого в массовых убийствах евреев [7].

## В современной Украине
3 мая 1995 года президент Украины Леонид Кучма учредил государственную награду Украины с таким же названием — орден Богдана Хмельницкого.